# Mistrzostwa Europy w Lekkoatletyce 2012 – skok wzwyż mężczyzn
Skok wzwyż mężczyzn – jedna z konkurencji rozegranych podczas lekkoatletycznych mistrzostw Europy na Stadionie Olimpijskim w Helsinkach.

## Terminarz
| Data       | Godzina |            |
| ---------- | ------- | ---------- |
| 27 czerwca | 18:10   | Eliminacje |
| 29 czerwca | 18:40   | Finał      |

## Rekordy
Tabela prezentuje rekord świata, rekord Europy, rekord mistrzostw Europy, a także najlepsze rezultaty na świecie i w Europie w sezonie 2012 przed rozpoczęciem mistrzostw.
|                          | Zawodnik         | Wynik | Miejsce   | Data                 |
| ------------------------ | ---------------- | ----- | --------- | -------------------- |
| Rekord świata            | Javier Sotomayor | 2,45  | Salamanka | 27 lipca 1993(dts)   |
| Listy światowe           | Iwan Uchow       | 2,37  | Opole     | 6 czerwca 2012(dts)  |
| Listy europejskie        | Iwan Uchow       | 2,37  | Opole     | 6 czerwca 2012(dts)  |
| Rekord mistrzostw Europy | Andriej Silnow   | 2,36  | Göteborg  | 9 sierpnia 2006(dts) |
| Rekord Europy            | Patrik Sjöberg   | 2,42  | Sztokholm | 30 czerwca 1987(dts) |

## Rezultaty
| Poz. – pozycja \| CR – rekord mistrzostw \| NR – rekord kraju \| PB – rekord życiowy \| DNS – nie wystartował \| WL – najlepszy wynik w tym sezonie na świecie |
| SB – najlepszy wynik w sezonie \| x – zrzutka \| o – próba zaliczona \| – – pominięcie próby \| NM – niezaliczenie żadnej próby                                |

### Eliminacje
| Poz. | Grupa | Zawodnik              | Reprezentacja   | 2.10 | 2.15 | 2.19 | 2.23 | 2.26 | Rezultat | Uwagi |
| ---- | ----- | --------------------- | --------------- | ---- | ---- | ---- | ---- | ---- | -------- | ----- |
| 1    | B     | Raivydas Stanys       | Litwa           | o    | o    | o    | o    | o    | 2.26     | q, SB |
| 2    | A     | Siergiej Mudrow       | Rosja           | o    | o    | xo   | xo   | o    | 2.26     | q, SB |
| 3    | B     | Robbie Grabarz        | Wielka Brytania | –    | –    | o    | o    | xxx  | 2.23     | q     |
| 3    | A     | Jaroslav Bába         | Czechy          | –    | o    | o    | o    | xx–  | 2.23     | q     |
| 3    | A     | Mickaël Hanany        | Francja         | o    | o    | o    | o    | xx–  | 2.23     | q     |
| 6    | A     | Mihai Donisan         | Rumunia         | o    | o    | xo   | o    | xxx  | 2.23     | q     |
| 7    | A     | Michal Kabelka        | Słowacja        | o    | o    | xxo  | o    | xx–  | 2.23     | q, PB |
| 8    | B     | Gianmarco Tamberi     | Włochy          | o    | xxo  | xo   | o    | xx–  | 2.23     | q     |
| 9    | B     | Bohdan Bondarenko     | Ukraina         | –    | o    | o    | xo   | xxx  | 2.23     | q     |
| 10   | A     | Szymon Kiecana        | Polska          | o    | xo   | o    | xo   | xxx  | 2.23     | q     |
| 10   | A     | Samson Oni            | Wielka Brytania | –    | xo   | o    | xo   | xxx  | 2.23     | q     |
| 12   | B     | Eike Onnen            | Niemcy          | xo   | o    | o    | xxo  | xxx  | 2.23     | q     |
| 13   | B     | Andrij Protsenko      | Ukraina         | o    | xo   | xo   | xxo  | xxx  | 2.23     |       |
| 14   | B     | Fabrice Saint Jean    | Francja         | –    | –    | xxo  | xxo  | xxx  | 2.23     |       |
| 15   | B     | Miguel Ángel Sancho   | Hiszpania       | o    | xo   | o    | xxx  | –    | 2.19     |       |
| 16   | B     | Konstandinos Baniotis | Grecja          | –    | o    | xo   | xxx  | –    | 2.19     |       |
| 16   | A     | Dmitriy Kroyter       | Izrael          | o    | o    | xo   | xxx  | –    | 2.19     |       |
| 18   | B     | Osku Torro            | Finlandia       | –    | xo   | xo   | xxx  | –    | 2.19     |       |
| 19   | B     | Peter Horák           | Słowacja        | o    | xo   | xxo  | xxx  | –    | 2.19     |       |
| 20   | A     | Dmytro Demjaniuk      | Ukraina         | xxo  | –    | xxo  | xxx  | –    | 2.19     |       |
| 21   | A     | Silvano Chesani       | Włochy          | o    | o    | xxx  | –    | –    | 2.15     |       |
| 21   | A     | Kiriakos Joanu        | Cypr            | –    | o    | –    | xxx  | –    | 2.15     |       |
| 21   | A     | Wiktor Ninow          | Bułgaria        | –    | o    | xxx  | –    | –    | 2.15     | SB    |
| 21   | A     | Rožle Prezelj         | Słowenia        | o    | o    | xxx  | –    | –    | 2.15     |       |
| 25   | B     | Karl Lumi             | Estonia         | o    | xo   | xxx  | –    | –    | 2.15     |       |
| 26   | A     | Simón Siverio         | Hiszpania       | o    | xxo  | xxx  | –    | –    | 2.15     |       |
| 27   | B     | Marius Dumitrache     | Rumunia         | xo   | xxo  | xxx  | –    | –    | 2.15     |       |
| 28   | A     | Zurab Gogoczuri       | Gruzja          | o    | xxx  | –    | –    | –    | 2.10     |       |
| 28   | A     | Tom Parsons           | Wielka Brytania | o    | xxx  | –    | –    | –    | 2.10     |       |
| 30   | B     | Olivér Harsányi       | Węgry           | xxo  | xxx  | –    | –    | –    | 2.10     |       |
| 30   | B     | Dragutin Topić        | Serbia          | xxo  | x    | –    | –    | –    | 2.10     |       |
| 32   | B     | Eugenio Rossi         | San Marino      | xxx  | –    | –    | –    | –    | 2.00     |       |

### Finał

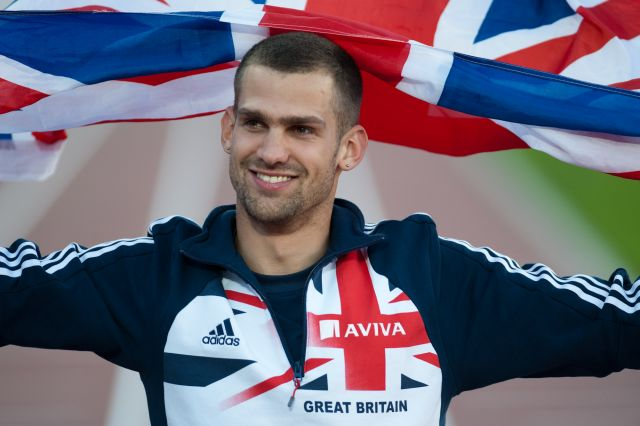
Mistrz Europy Robbie Grabarz

| Poz. | Imię i nazwisko   | Narodowość      | 2.15 | 2.20 | 2.24 | 2.28 | 2.31 | 2.33 | Rezultat | Uwagi |
| ---- | ----------------- | --------------- | ---- | ---- | ---- | ---- | ---- | ---- | -------- | ----- |
|      | Robbie Grabarz    | Wielka Brytania | –    | –    | o    | o    | xo   | xxx  | 2,31     |       |
|      | Raivydas Stanys   | Litwa           | o    | xxo  | o    | xo   | xo   | xxx  | 2,31     | PB    |
|      | Mickaël Hanany    | Francja         | o    | o    | o    | xxo  | xx   | –    | 2,28     |       |
| 4    | Siergiej Mudrow   | Rosja           | o    | o    | xo   | xxo  | xxx  | –    | 2,28     | SB    |
| 5    | Gianmarco Tamberi | Włochy          | o    | o    | o    | xxx  | –    | –    | 2,24     |       |
| 6    | Michal Kabelka    | Słowacja        | o    | xo   | o    | xxx  | –    | –    | 2,24     | PB    |
| 6    | Szymon Kiecana    | Polska          | o    | xo   | o    | xxx  | –    | –    | 2,24     |       |
| 8    | Jaroslav Bába     | Czechy          | o    | o    | xo   | xx-  | x    | –    | 2,24     |       |
| 8    | Mihai Donisan     | Rumunia         | o    | o    | xo   | xxx  | –    | –    | 2,24     | =SB   |
| 10   | Eike Onnen        | Niemcy          | o    | xo   | xxx  | –    | –    | –    | 2,20     |       |
| 11   | Bohdan Bondarenko | Ukraina         | xo   | –    | xxx  | –    | –    | –    | 2,15     |       |
| –    | Samson Oni        | Wielka Brytania | –    | xxx  | –    | –    | –    | –    | NM       |       |